# Pulvinula
Pulvinula es un género de hongos de la familia Pyronemataceae. El género fue descrito por el micólogo francés Jean Louis Émile Boudier en 1885.

## Especies
- Pulvinula alba
- Pulvinula albida
- Pulvinula anthracobia
- Pulvinula archeri
- Pulvinula carbonaria
- Pulvinula cinnabarina
- Pulvinula convexella
- Pulvinula discoidea
- Pulvinula etiolata
- Pulvinula globifera
- Pulvinula guizhouensis
- Pulvinula johannis
- Pulvinula lacteoalba
- Pulvinula laeterubra
- Pulvinula miltina
- Pulvinula minor
- Pulvinula multiguttula
- Pulvinula mussooriensis
- Pulvinula neotropica
- Pulvinula nepalensis
- Pulvinula niveoalba
- Pulvinula orichalcea
- Pulvinula pyrophila
- Pulvinula salmonicolor
- Pulvinula subaurantia
- Pulvinula tetraspora